# Schandmaul
Schandmaul — немецкая фолк-рок/метал-группа, основанная в 1998 году в Мюнхене.

## О группе
Группа основана в 1998 году. Помимо типичных для рок-музыки инструментов, участники группы играют на средневековых волынке и лютне. Название Schandmaul переводится как «злой язык» и связано с талисманом группы — скалящимся шутом. Коллектив был изначально составлен из участников различных групп, собравшихся для записи нескольких кавер-версий, но после успешного дебютного выступления стали придумывать и записывать собственный материал.
Первый альбом Schandmaul Wahre Helden вышел в 1999 году. В следующем году они выпустили вторую пластинку Von Spitzbuben und Anderen Halunken. Группа стала набирать популярность и подписала контракт со звукозаписывающей компанией. В октябре 2002 года вышел третий студийный альбом Narrenkönig, а в 2003 году концертная запись Hexenkesel.
Четвёртый альбом Wie Pech und Schwefel, вышедший в 2006 году, принёс группе популярность и коммерческий успех. Пластинка попала в национальный чарт Германии. Пятый и шестой альбомы также стали успешными, оказавшись в десятке лучших в немецком хит-параде. Наконец, в 2008 году коллектив отметил своё десятилетие выступлением в Мюнхене, позже изданным в качестве концертного альбома Sinnfonie.
В дальнейшем группа продолжала регулярно выпускать студийные альбомы. В 2013 году вышел первый сборник хитов So Weit, So Gut. В 2014 году вышел первый альбом Schandmaul на крупном лейбле Universal, который занял второе место в немецком хит-параде, а также шестое — в австрийском. В 2016 году очередная пластинка Leuchtfeuer возглавила национальный хит-парад Германии.

## Дискография
- 1999 — Wahre Helden
- 2000 — Von Spitzbuben und anderen Halunken
- 2002 — Narrenkönig
- 2003 — Hexenkessel (концертный альбом и DVD)
- 2004 — Wie Pech und Schwefel
- 2005 — Bin Unterwegs (сингл)
- 2005 — Kunststück (концертный альбом и DVD)
- 2006 — Kein Weg zu weit (сингл)
- 2006 — Mit Leib und Seele
- 2008 — Anderswelt
- 2009 — Sinnfonie (юбилейный концертный DVD)
- 2011 — Traumtänzer
- 2014 — Unendlich
- 2014 — Schandmäulchens Abenteuer (детская аудиокнига с песнями)
- 2016 — Leuchtfeuer
- 2019 — Artus[2]

## Участники
Текущий состав
- Томас Линднер — вокал, акустическая гитара, аккордеон;
- Биргит Муггенталер — флейта, гобой, волынка, вокал;
- Мартин «Даки» Дукштайн — электрогитара, акустическая гитара, вокал;
- Штефан Бруннер — ударные, перкуссия, вокал;
- Маттиас Рихтер — бас-гитара, контрабас (с 2003 года).

Бывшие участники
- Хубси Видманн — бас-гитара, мандолина, лютня, вокал;
- Анна Катарина Кренцляйн — скрипка, колёсная лира, вокал (1998—2017).